# Gendō Ikari
Gendō Ikari (碇 ゲンドウ?, Ikari Gendō), o Gendō Rokubungi (六文儀 ゲンドウ?, Rokubungi Gendō), è un personaggio della serie televisiva anime Neon Genesis Evangelion, sceneggiata e diretta da Hideaki Anno, e dell'omonimo manga di Yoshiyuki Sadamoto. Nel doppiaggio originale è interpretato da Fumihiko Tachiki, mentre nell'adattamento italiano il suo ruolo è affidato a Massimo Corvo e, nel ridoppiaggio di Netflix, a Roberto Draghetti. Il personaggio è comparso in altre opere tratte della serie animata, in diversi manga spin-off, videogiochi, visual novel, nell'ONA Petit Eva - Evangelion@School e nella tetralogia cinematografica Rebuild of Evangelion.
Gendō nella serie originale è il comandante supremo dell'agenzia speciale Nerv, deputata allo studio e all'annientamento di una serie di misteriosi nemici del genere umano chiamati angeli. L'uomo, segnato e afflitto dall'improvvisa morte della sua sposa Yui, abbandona il suo unico figlio Shinji Ikari per potersi dedicare a tempo pieno a un piano chiamato Progetto per il perfezionamento dell'uomo. Il suo atteggiamento pragmatico, freddo e calcolatore lo porta a usare qualsiasi mezzo pur di raggiungere i propri scopi personali. 
Il personaggio di Gendō è emerso in dei sondaggi di popolarità, ma ha anche subito delle critiche da parte degli appassionati, che hanno criticato il suo atteggiamento distaccato e spietato; altri invece ne hanno apprezzato la caratterizzazione e l'introspezione psicologica, arrivandolo a considerare uno dei personaggi negativi più memorabili della storia dell'animazione nipponica.

## Concezione e sviluppo
Hideaki Anno, regista e principale sceneggiatore della serie, prese il nome di Gendō da un personaggio presente in un progetto fallito dello studio Gainax, un anime pianificato prima di Evangelion ma mai prodotto. Per il suo cognome da celibe optò per la parola rokubungi (六文儀? lett. "sestante"); per quello da sposato scelse invece Ikari (碇? lett. "àncora"), così da collegarsi ai nomi di altri personaggi di Neon Genesis Evangelion, ispirati a termini provenienti dal gergo nautico o a navi della Marina imperiale giapponese. Il suo design fu affidato a Yoshiyuki Sadamoto, mangaka della versione cartacea della serie. Sadamoto, stando a quanto da lui stesso dichiarato, venne influenzato alla serie televisiva UFO e modellò il suo rapporto con Kōzō Fuyutsuki in base a quello fra il comandante Ed Straker e il colonnello Alec Freeman della serie classica.

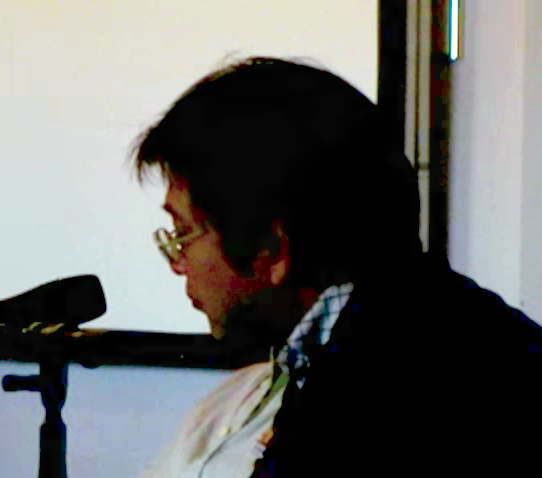
«Siccome sono diventato anche io un padre di famiglia, mi riconosco nella figura di Gendō. Capisco i suoi sentimenti, come il timore di non riuscire ad avvicinarsi al figlio»
—Yoshiyuki Sadamoto, character designer di Neon Genesis Evangelion

Come tema centrale della serie la produzione scelse di inserire quello della comunicazione interpersonale, e più in particolare della comunicazione fra generazioni diverse, così da riflettere sull'incomunicabilità e le difficoltà relazionali del mondo moderno, giudicato quasi allo sfacelo. Per la psicologia del personaggio, padre del protagonista incapace di entrare in contatto emotivo con il proprio stesso figlio, il regista si basò sulla propria personalità, proprio come per tutti gli altri personaggi della serie. L'agenzia speciale Nerv venne pensata come una metafora dello studio Gainax, mentre il comandante Ikari fu descritto dallo stesso Anno come una rappresentazione della propria ombra, il lato oscuro e incosciente della psiche di un individuo. Il regista inoltre dichiarò di aver concepito Gendō come una rappresentazione della società e dei suoi limiti, aggiungendo: «Non credo di aver proiettato così tanto [dentro di lui]». La figura di Gendō fu comunque influenzata dal vissuto personale dei membri del personale, fra cui quello dello stesso Hideaki Anno. Suo padre, Takuyo Anno, a causa di un incidente giovanile con una sega elettrica rimase ferito alla gamba sinistra e fu conseguentemente costretto a portare una protesi artificiale. L'uomo in seguito all'incidente diventò instabile a livello emotivo. Il giovane Anno crebbe quindi in un ambiente familiare teso, segnato dalle punizioni fisiche ed emotive del genitore, che arrivò al punto di dirgli una frase come: «Vorrei che tu non fossi mai nato». Secondo Kazuya Tsurumaki, assistente alla regia della serie:
(Kazuya Tsurumaki)
Nelle prime fasi progettuali di Evangelion si decise di rappresentare Gendō come un uomo «dal comportamento e dalle parole enigmatiche», strenuo difensore del Progetto per il perfezionamento, espressivo, tumultuoso, simile a un dottor Victor Frankenstein del ventunesimo secolo. Con il tempo sarebbe diventato ossessionato dalla ricerca, giustificando ogni mezzo pur di raggiungere il proprio scopo, al punto da trasformare il suo stesso corpo e diventare un essere umano digitalizzato. Il suo obiettivo sarebbe stato però di natura benevola, nella convinzione di poter realizzare un sogno utopico capace di portare vera uguaglianza fra le persone. Nel primo episodio della serie avrebbe chiamato Shinji per combattere contro un angelo chiamato Raziel, e nel quarto, intitolato Quattordici anni, il primo giorno (14歳、 始まりの日?, 14-sai, hajimari no hi), avrebbe ignorato il figlio il giorno del suo compleanno, idee poi accantonate durante la produzione della serie. Negli intenti iniziali degli autori, inoltre, non avrebbe partecipato a una spedizione di indagine al polo sud; lo scenario originale lo vedeva coinvolto in un misterioso incidente in seguito al quale l'intero Mar Morto sarebbe evaporato, svelato nella ventesima puntata della serie animata. Nel finale si sarebbero infine scoperti i suoi veri obbiettivi e il vero scopo del Perfezionamento, durante il quale sarebbero stati svelati dei ruderi di un luogo chiamato Arqa (アルカ?, Aruka), mai menzionato nella versione definitiva. Nella conclusione originariamente prevista dal personale inoltre ci sarebbe stata una scena in cui Gendō, separandosi dal figlio, avrebbe detto «Vivi!» (生きろ?, Ikiro), in maniera simile al finale della precedente opera dello studio Gainax, Nadia - Il mistero della pietra azzurra, in cui il capitano Nemo, padre della protagonista Nadia, pronuncia la stessa frase prima di sacrificarsi.

### Doppiaggio
(Fumiko Tachiki)

Gendō sulla copertina del sesto DVD della versione italiana della serie

Il ruolo di Gendō venne interpretato dal doppiatore giapponese Fumihiko Tachiki, sia nella serie animata originale sia nei due lungometraggi del 1997 Neon Genesis Evangelion: Death & Rebirth e Neon Genesis Evangelion: The End of Evangelion. Il seiyū interpretò il personaggio anche negli spin-off tratti dalla serie originale, o in alcuni videogiochi, come in Meitantei Evangelion e Shin seiki Evangelion - Kōtetsu no girlfriend 2nd, e nella tetralogia cinematografica Rebuild of Evangelion. Tachiki trovò difficoltoso riuscire a immedesimarsi o a comprendere Evangelion e il personaggio assegnatogli, chiedendosi perciò, secondo le sue stesse parole, «se odiassi o se invece amassi Gendō». Non riuscendo a inquadrare le laconiche frasi e le intenzioni di Gendō rimase confuso, venendo costretto a chiedere come recitare le sue battute e interpretare una determinata frase. Lui stesso dichiarò: «Quando iniziai a recitare nella serie televisiva ero stato appena catapultato negli eventi. Fu molto dura e mi tormentai molto su come rendere bene il personaggio». Durante le sessioni per la serie originale e per i lungometraggi del 1997 però ricevette il continuo supporto del personale, venendo istruito e diretto da Hideaki Anno e dal direttore del suono.
Difficoltà simili incontrò per il Rebuild of Evangelion, e in particolare per la pellicola Evangelion: 3.0 You Can (Not) Redo, ambientata a quattordici anni di distanza dal secondo lungometraggio e doppiata dopo quasi vent'anni dalla serie originale. Tachiki, pur restando interdetto dall'ambientazione futuristica e dai cambiamenti di trama, fu aiutato dall'esperienza accumulata e la maggiore maturità, grazie alle quali recitò in modo più franco e sereno rispetto alla serie classica. Per l'ultimo capitolo della saga, Evangelion: 3.0+1.0 Thrice Upon a Time, Tachiki rimase molto sorpreso dalla sceneggiatura, dovendo ripassare le proprie battute diverse volte mentre guardava i disegni ancora incompleti della pellicola. Le prime sessioni del doppiatore verterono sui suoi dialoghi con Fuyutsuki, con un collega quindi più anziano di lui, rilassandosi di più in fase di registrazione. Nonostante i cambi di caratterizzazione al personaggio il personale non chiese a Tachiki di doppiarlo emotivamente, ma con naturalezza, senza passione o tensione particolare. Anche in tal caso ebbe delle difficoltà, visto il cambio di direzione. Particolarmente complicato fu una scena in cui urla il nome di Yui, in cui dovette alzare la voce; la produzione gli richiese di convogliare tutte le emozioni e i sentimenti in quel frangente, e alla fine gli fece male la gola.
Nel doppiaggio italiano il suo ruolo è stato affidato a Massimo Corvo, sia nella serie classica, sia nei vari lungometraggi da essa tratti, inclusi Neon Genesis Evangelion: The Feature Film e quelli che compongono il Rebuild of Evangelion. Nella versione nordamericana della serie e delle pellicole conclusive è doppiato da Tristan MacAvery, eccezion fatta per le parti aggiunte nella versione director's cut e i Rebuild, in cui è interpretato da John Swasey. MacAvery sostenne di aver avuto diverse difficoltà al momento di doppiare gli ultimi due episodi, ambientati nell'animo del protagonista: «Non avevo idea di cosa stesse accadendo. Dovetti capire da solo come leggere le mie battute: se in modo piatto o in modo filosofico». In spagnolo è doppiato da Juan Carlos Gustems, da Humberto Solorzano nella versione latinoamericana, da Fabio Moura in portoghese brasiliano e da Erich Räuker in tedesco. In lingua francese il suo ruolo è affidato a diversi doppiatori: nell'anime originale e nei lungometraggi del Rebuild viene interpretato da Gerard Rouzier, ma quando venne ridoppiato per l'edizione speciale Gold Edition la sua voce fu assegnata a Michel Roy. Nel giugno del 2019 la piattaforma Netflix ha pubblicato un nuovo doppiaggio della serie, in cui Gendō viene interpretato da Roberto Draghetti nella versione italiana, da Ray Chase in quella inglese, Idzi Dutkiewicz nella latinoamericana e Urs Remond nella tedesca.

## Biografia del personaggio

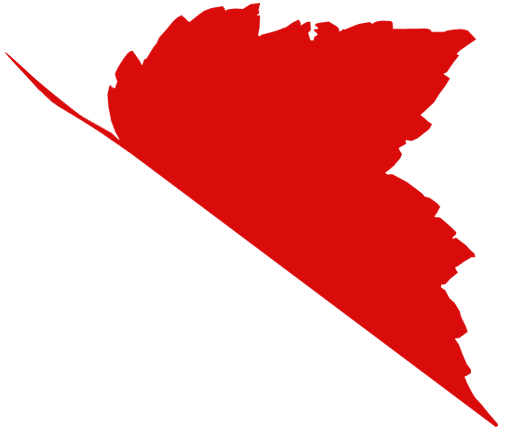
La mezza foglia di fico, simbolo dell'agenzia speciale Nerv

Gendō Rokubungi nasce il 29 aprile del 1967. Nella serie non vengono mai nominati i suoi genitori e non vengono forniti dettagli riguardo alla sua infanzia o la giovinezza. Il primo fatto noto risale al 1999, quando egli ha circa trentadue anni. In quell'anno l'uomo viene arrestato e portato al dipartimento di polizia di Kyoto per condotta violenta in stato di ubriachezza. Una volta rinchiuso egli indica per motivi ignoti come proprio garante il professore Kōzō Fuyutsuki, un docente che insegna nell'università locale. Nel loro primo incontro Fuyutsuki ha uno sgradevole presentimento nei suoi riguardi. Rokubungi, dopo essere stato scagionato per mano del docente, si lega sentimentalmente a Yui Ikari, brillante ricercatrice e studentessa dello stesso Fuyutsuki. Anche in tal caso il professore non vede di buon occhio le azioni di Gendō, sospettando dei secondi fini da parte sua.
Yui è legata a una misteriosa organizzazione denominata Seele, e molte voci di corridoio asseriscono che l'unico interesse di Rokubungi sia quello di avvicinarsi a detta organizzazione e sfruttare il talento della donna. Per mandare segretamente avanti i piani della Seele l'uomo partecipa a un gruppo di ricerca noto come spedizione Katsuragi, partito per il polo sud per condurre alcuni esperimenti riguardo a un meccanismo noto come elemento S². Il 12 settembre dell'anno 2000 Rokubungi lascia il continente antartico assieme ad altri membri del gruppo, fra i quali un uomo chiamato Lorenz Keel, capo della Seele. Il giorno dopo, per un'apparente coincidenza, nel continente antartico si verifica una gigantesca calamità naturale nota con il nome di Second Impact, e tutti gli altri membri della spedizione periscono nell'incidente, a eccezione di Misato Katsuragi, figlia del dottor Katsuragi. Il 6 giugno dell'anno seguente nasce il suo unico figlio, Shinji Ikari. Dopo essersi sposato con Yui cambia il proprio cognome in Ikari e partecipa a una spedizione di inchiesta sul Second Impact organizzata dalle Nazioni Unite, assieme ad altri membri della Seele e al professor Fuyutsuki. Poco più tardi la Seele lo insignisce del ruolo di direttore di una struttura posta nella città di Hakone chiamata Laboratorio per l'evoluzione artificiale, con l'incarico di dirigere un piano segreto noto come progetto E.
Nel 2003 il professor Fuyutsuki raccoglie delle informazioni sul Second Impact e si presenta nel Laboratorio per l'evoluzione artificiale, minacciando il direttore di rendere pubblica la verità scoperta. Gendō, senza scomporsi per le minacce del professore, lo porta in una cavità sotterranea posta al di sotto del Laboratorio, quartier generale di un'organizzazione chiamata Gehirn di cui fa parte. Sul luogo Ikari gli mostra un gigantesco essere chiamato Eva, e lo invita a collaborare con lui «per costruire la nuova storia del genere umano». Dopo un'attenta riflessione, Fuyutsuki accetta l'offerta, unendosi a lui nel Gehirn. L'anno seguente Gendō assiste assieme a Shinji a un esperimento di attivazione di un Eva, cioè l'Unità 01. A causa di un incidente Yui scompare sotto i suoi occhi. Il direttore, cambiato dall'incidente, decide di abbandonare suo figlio Shinji affidandolo nelle mani di un tutore. Una settimana dopo la scomparsa della moglie l'uomo annuncia a Fuyutsuki l'elaborazione di un nuovo progetto, un piano noto come Progetto per il perfezionamento dell'uomo, che lui stesso definisce «l'inviolato cammino verso la divinità». Nel 2010 il Gehirn viene sciolto; al suo posto viene istituita l'agenzia speciale Nerv, di cui Ikari diventa il comandante supremo.
Nel 2015, dopo molti anni di silenzio, Gendō convoca Shinji nella città di Neo Tokyo-3 per fargli pilotare l'Eva-01 e affrontare dei misteriosi esseri chiamati angeli. Nei confronti del figlio mantiene un atteggiamento freddo, dicendogli di averlo chiamato per utilità. In seguito alla battaglia contro il sesto angelo, Gaghiel, Ryōji Kaji consegna al comandante un piccolo oggetto simile a un embrione, identificato come il primo angelo Adam. In un momento non precisato Gendō fa impiantare l'embrione nel palmo della propria mano destra. Con il tempo sorgono delle discrepanze fra il comandante e la Seele, ambedue intenti a dare avvio al Progetto per il perfezionamento dell'uomo ma con due scenari differenti. Gendō, a differenza della Seele, decide di provocare una "unione proibita" fra Adam, impiantato nel proprio corpo, e il secondo angelo Lilith, la cui anima è custodita all'interno di una ragazza chiamata Rei Ayanami. Nella pellicola conclusiva The End of Evangelion Ikari tenta di mettere in atto la propria versione del Perfezionamento per potersi ricongiungere con Yui, tradendo la Seele. Per attuare il piano entra con Rei nella sezione più profonda del quartier generale, il Terminal Dogma, e inserisce la sua mano destra nel corpo della ragazza, in modo da farle assorbire l'embrione di Adam. Rei, tuttavia, tradisce le sue aspettative e si unisce contro la sua volontà al secondo angelo, facendo fallire i suoi piani.

## Caratterizzazione
(Fumihiko Tachiki)

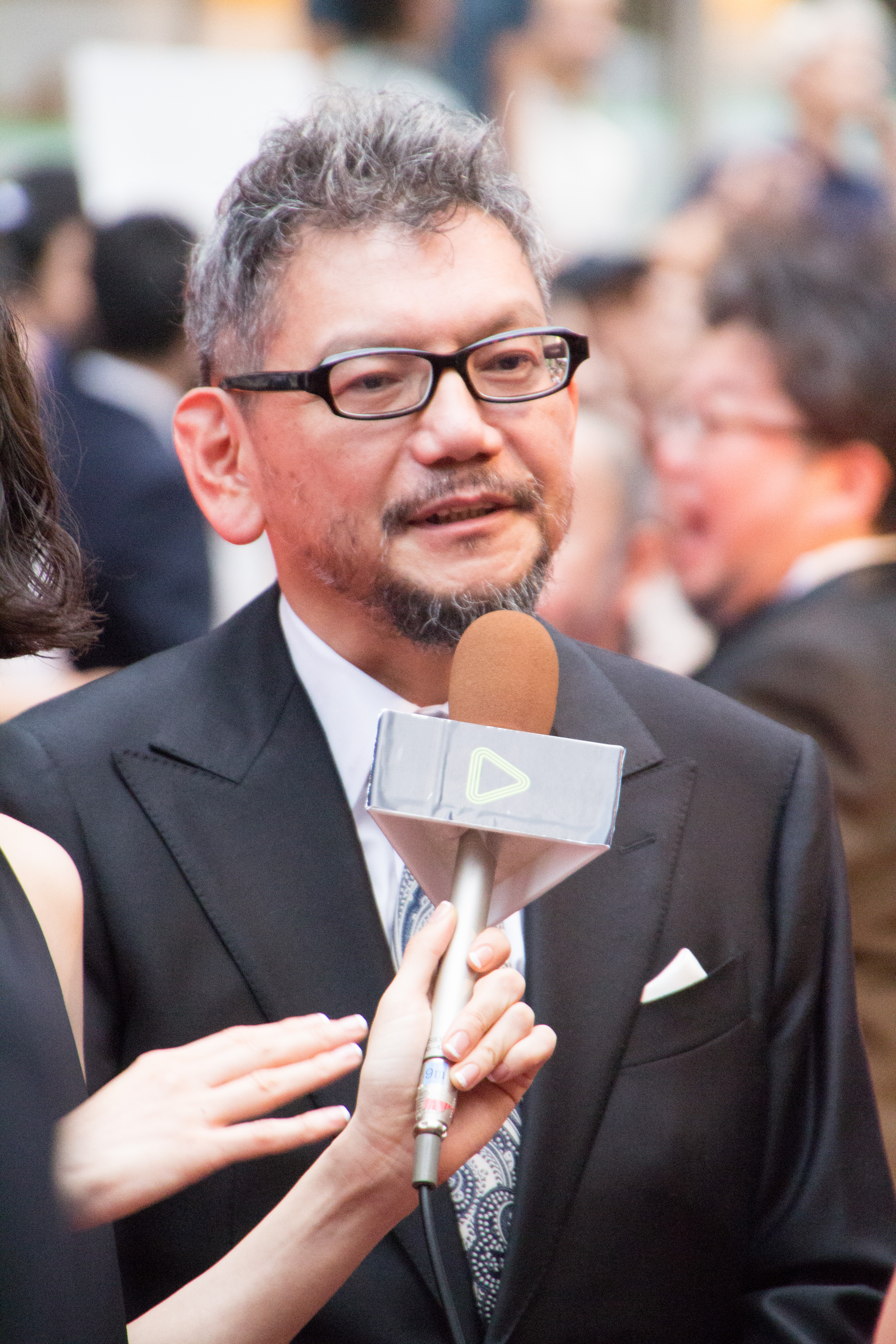
«Gendō è quel tipo di persona capace di vedere e pensare al benessere di un'organizzazione nel suo complesso. Farebbe qualunque cosa pur di avere successo. Prende misure drastiche ed estreme, con le buone o con le cattive, pur di realizzare il proprio scopo. In un certo senso è un uomo meschino, che si preoccupa molto raramente di Shinji.»
—Hideaki Anno, regista della serie animata

Gendō Ikari è un uomo misterioso, chiuso, austero, determinato, calcolatore, spietato e senza scrupoli. Il suo innato pragmatismo e il suo carattere flemmatico ed egoista lo portano a utilizzare qualunque mezzo pur di raggiungere i propri scopi, anche se questo dovesse comportare il ferire e calpestare i sentimenti delle altre persone. Le uniche persone che paiono riuscire a comprenderne i pensieri più intimi sono il vicecomandante della Nerv, Kōzō Fuyutsuki, e la dottoressa Ritsuko Akagi, che condivide la sua filosofia di vita. Nel corso della serie sfrutta a suo vantaggio anche il suo sottoposto Ryōji Kaji, pur essendo al corrente delle sue attività di spionaggio, traendo il massimo profitto dalla sua presenza. Eccetto che verso Rei Ayanami, pilota dell'Unità 00, Gendō ostenta un atteggiamento distaccato con tutti i suoi sottoposti, mantenendo calma e sangue freddo in tutte le circostanze e rimanendo costantemente fedele ai propri piani. Nutre fiducia nelle proprie strategie belliche e per attuarle spesso prende il posto delle Nazioni Unite come se lo considerasse un suo diritto, non esitando a usare suo figlio Shinji, pilota dell'Unità 01, e la stessa Ayanami.
Per poter realizzare i propri piani Gendō intraprende una relazione segreta con la dottoressa Naoko Akagi, scienziata e ricercatrice dedita allo sviluppo di tre supercomputer chiamati Magi, approfittando del suo talento scientifico. Anche quando i due amanti si baciano, però, l'uomo tiene gli occhi aperti guardando in alto, inespressivo; per lui la dottoressa Akagi è solo uno strumento per il Perfezionamento e poter incontrare Yui, che non riesce a dimenticare. Secondo i filmbook ufficiali sulla serie, inoltre, l'inizio della loro relazione potrebbe essere antecedente alla morte della moglie. Naoko, resasi conto di essere sfruttata dall'amante, nel 2010 si suicida. Dopo la sua morte Gendō stringe una relazione sessuale anche con la figlia di lei, Ritsuko. Anche Ritsuko, tuttavia, si accorge di essere usata dal comandante, compiendo alcune azioni contro di lui che la portano a essere reclusa in isolamento. Gendō, mantenendo un atteggiamento freddo e distaccato, in una scena sostiene di essere rimasto «deluso» della condotta della giovane scienziata, parole a cui lei risponde: «Deluso? Sin da principio tu non hai mai avuto né aspettative né desideri nei miei riguardi». Nella pellicola The End of Evangelion Ritsuko tenta di distruggere l'intero quartier generale della Nerv per vendicarsi, ma l'uomo la precede e le spara un colpo di pistola, uccidendola.
Gendō pare indifferente alla vita del figlio, mentre sembra dimostrare particolare attaccamento nei confronti di Rei, a cui è più legato e più intimo. In realtà l'uomo adotta questi atteggiamenti e si dedica costantemente al Progetto per il perfezionamento in seguito all'improvviso decesso della moglie, cercando a tutti i costi di incontrare nuovamente la sua amata. Nel quindicesimo episodio della serie egli si reca in visita alla sua simbolica tomba assieme al figlio, sostenendo che «Yui mi ha fatto conoscere quel qualcosa che è per me insostituibile». In altre occasioni invece mostra un volto insolitamente umano; durante la battaglia contro l'angelo Matarael, ad esempio, aiuta i propri uomini ad azionare manualmente le unità Evangelion, mentre, poco dopo la sconfitta dell'angelo Sahaquiel, esprime delle parole di elogio per Shinji.
Gendō finisce con il deludere tutte le aspettative del figlio durante la battaglia contro l'angelo Bardiel, in cui fa annientare senza rimorso l'unità Evangelion 03, ferendo e mutilando il suo pilota, Tōji Suzuhara, compagno di classe amico di Shinji. Il suo particolare comportamento potrebbe essere interpretato come una "manifestazione inversa di affetto": non volendo ferire il figlio, egli se ne allontana e lo evita completamente. Il suo percorso ha il suo culmine proprio durante il Perfezionamento, in cui incontra di nuovo Yui e pronuncia, poco prima di morire, le parole: «Perdonami, Shinji». Un opuscolo ufficiale della pellicola The End ha paragonato la loro relazione al dilemma del porcospino, un concetto formulato dal filosofo tedesco Arthur Schopenhauer, secondo cui più ci si avvicina l'un l'altro, più ci si ferisce a vicenda. Alla fine del lungometraggio Gendō viene divorato dall'Eva-01; secondo Yūichirō Oguro, curatore di alcuni contenuti delle edizioni home video della serie, l'Eva-01 visibile nella sequenza potrebbe essere un'illusione, e la scena potrebbe simboleggiare il fatto che Gendō sia riuscito a diventare una cosa sola con la moglie.

### Versioni alternative

Copertina dell'ottavo volume del manga raffigurante Fuyutsuki (a sinistra), Yui (al centro), Gendō (a destra) e, sullo sfondo, l'Unità 01

In una scena dell'ultimo episodio della serie animata viene presentato un universo parallelo con una storia del tutto differente rispetto alle puntate precedenti; nella realtà alternativa Gendō appare come un normale uomo impegnato a leggere il giornale in cucina e convive con Shinji e Yui. Dai titoli dei giornali si apprende che nel mondo parallelo dell'ultima puntata esiste ancora l'Antartide e non è avvenuto alcun incidente al polo sud. Una versione degli eventi simile è rintracciabile nel manga Neon Genesis Evangelion The Shinji Ikari Raising Project. 
Nell'ONA Petit Eva - Evangelion@School, parodia della serie originale, Gendō svolge il ruolo di preside in un istituto scolastico chiamato terza accademia municipale "Nerv" di Neo Tokyo-3 (第3新東京市立ねるふ学園?, Dai-3 shin Tōkyō shiritsu neru fu gakuen), frequentato da Shinji, Asuka, Rei e gli altri personaggi di Evangelion. In Petit Eva è rappresentato come un personaggio meno negativo e come un padre tranquillo e rigoroso; tende a comportarsi come se avesse una cotta per Ritsuko ma ama comunque sua moglie, con la quale ha un buon rapporto e verso la quale si comporta in modo onesto e innocente. 
Ulteriori differenze nella caratterizzazione e nello sviluppo del personaggio vengono introdotte nella versione cartacea, scritta e illustrata da Yoshiyuki Sadamoto, già character designer della serie animata. L'artista ha tentato di raffigurarlo in maniera più equilibrata rispetto al Gendō di Hideaki Anno; pur mettendolo comunque in una luce negativa, Sadamoto ha cercato di spiegare meglio i motivi dell'attrazione di Yui nei suoi riguardi, mettendo in maggior risalto la sua caparbietà e rappresentando invece Fuyutsuki come un tipo ribelle. Nel manga lascia il figlio nelle mani degli zii, laddove nella serie non viene rivelata l'identità del tutore a cui affida Shinji.
Nella serie fa impiantare l'embrione di Adam nel palmo della mano destra, mentre nella versione di Sadamoto lo inghiotte interamente, sviluppando così la capacità di estendere un AT Field, campo di forza direzionale caratteristico degli angeli e degli Evangelion. A differenza della serie originale, inoltre, lo scontro con l'angelo Bardiel, in cui Gendō ordina di attaccare l'Unità 03 di Tōji Suzuhara, ha come risoluzione il decesso del ragazzo. Anche dopo la morte di Tōji l'uomo non prova rimorsi; il suo atteggiamento suscita l'ira di suo figlio, che cerca di prenderlo a pugni. Durante un attacco delle Forze di autodifesa riesce a salvare Shinji, dicendogli di aver provato grande gelosia nei suoi confronti fin dalla nascita, perché improvvisamente centro delle attenzioni e dell'affetto della moglie. Come nel lungometraggio The End of Evangelion spara alla dottoressa Akagi, dicendole le parole «Io l'ho amata» e venendo a sua volta assassinato dalla dottoressa con un colpo di pistola alla gola.

#### Rebuild of Evangelion
Nel lungometraggio Evangelion: 2.0 You Can (Not) Advance, secondo capitolo della tetralogia Rebuild of Evangelion, il suo rapporto con il figlio appare migliore rispetto all'anime e al manga originali. Nelle sequenze iniziali del lungometraggio i due si recano in visita alla tomba di Yui, nonostante le difficoltà di comunicazione. Da quel momento in poi padre e figlio incominciano a comunicare in maniera più sincera i propri sentimenti e a passare più tempo insieme, costruendo un rapporto più affettuoso della controparte animata. Shinji, in particolare, comincia a entrare in contatto con il genitore grazie alla spinta e agli incoraggiamenti di Misato Katsuragi e, in misura ancora maggiore, di Rei Ayanami, che cerca di far avvicinare i due preparando loro una cena. In origine Anno pensò di usare un'idea simile per il quarto episodio della serie televisiva, ma la proposta fu accantonata in fase di produzione.
Nel capitolo seguente, Evangelion: 3.0 You Can (Not) Redo, ambientato a distanza di quattordici anni dal precedente, Gendō continua a perseguire il Perfezionamento in qualità di comandante della Nerv, apparentemente ridotta al vicecomandante Fuyutsuki e a Kaworu Nagisa. L'uomo presenta inoltre un aspetto più attempato rispetto alla serie classica. Nel corso del lungometraggio Gendō entra in conflitto con la Wille, società capitanata da Misato Katsuragi nata per distruggere la Nerv, e ordina a Shinji di pilotare l'Eva 13, mantenendo lo stesso atteggiamento distaccato di quattordici anni prima.
Nel capitolo conclusivo, Evangelion: 3.0+1.0 Thrice Upon a Time, Gendō, iniettato un oggetto chiamato Chiave di Nabucodonosor nel proprio corpo, riesce a trascendere l'umanità ed entra nell'Eva-13 per dare avvio al Perfezionamento dell'Uomo, realizzare il deicidio e l'Additional Impact. Durante il processo egli combatte con l'Eva-01 e Shinji al suo interno. L'Unità 01 e o 13, da Gendō rispettivamente definite unità della speranza e della disperazione,  sono però sintonizzate e sincronizzate fra loro; Shinji, non riuscendo a prevalere nello scontro, decide dunque di discutere con il genitore invece di usare la forza e la violenza. Ikari parla al figlio rivelandogli la sua giovinezza di ragazzo solitario, appassionato di piano e poco socievole fino all'incontro con la futura moglie. Viene rivelato che per lungo tempo ha avuto un collegamento con Mari, e a fine processo risolve la sua sofferenza, abbracciando Shinji e chiedendogli perdono per gli sbagli fatti. L'Eva-01 e l'Eva-13 si infilzano con delle lance, e Gendō e Yui si sacrificano per permettere al figlio di continuare a vivere, riunendosi per un'ultima volta.
Negli ultimi due capitoli del Rebuild Gendō indossa degli occhiali diversi, i quali gli coprono completamente le orbite oculari. L'idea degli occhiali venne a Mahiro Maeda, che volle dare l'impressione che il comandante stesse cadendo nell'oscurità. Maeda, considerando gli occhi come lo specchio dell'anima di un individuo, volle che il personaggio non avesse più prospettive umane. Egli durante la produzione proiettò inoltre Gendō su Anno, chiedendosi come fosse stata l'infanzia del regista. Anche Megumi Hayashibara, doppiatrice di Rei Ayanami, dichiarò qualcosa di simile, ritrovando il regista a volte nel personaggio di Gendō e a volte in quello di Shinji. Lo stesso regista disse in fase di realizzazione di non sentirsi più vicino a Shinji come una volta, identificandosi maggiormente nel comandante Ikari. All'inizio della produzione l'assistente alla regia Kazuya Tsurumaki istruì il mecha designer Ikuto Yamashita chiedendogli di creare uno scenario in cui padre e figlio si sarebbero scontrati per l'eternità, anche dopo aver perduto i propri corpi.

## Riferimenti culturali e interpretazioni
(Gendō, Neon Genesis Evangelion, episodio 17)
Secondo il critico culturale Hiroki Azuma l'uniforme del personaggio costituisce un omaggio alla serie La corazzata Yamato di Leiji Matsumoto. Screenweek.it ha paragonato la sua posa a mani congiunte a quella di Gargoyle, antagonista di Nadia - Il mistero della pietra azzurra, la precedente opera dello studio Gainax. Lo scrittore Andrea Fontana invece ha paragonato l'«edipicità» della serie ad altre opere del genere mecha, come quelle del regista Yoshiyuki Tomino. Anche il motto di Gendō, «Le lancette dell'orologio non possono tornare indietro», è simile a una frase di un'opera precedente della Gainax, cioè «Se l'acqua traboccata si potesse versare di nuovo» di Punta al Top! Gunbuster. Il critico giapponese Akio Nagatomi lo ha paragonato a Kōichirō Ōta, detto "Coach", e suo figlio Shinji a Noriko di Gunbuster. Secondo alcune interpretazioni inoltre il personaggio di Gendō sarebbe un riflesso di Shinji e rappresenterebbe il concetto di paternalismo. La Nerv è stata interpretata dai critici come una società di stampo patriarcale, comandata da un uomo austero e dittatoriale che impartisce ordini indiscutibili, lontano dal proprio stesso figlio. Viene lasciato alla sensibilità dello spettatore decidere se la serie sostenga il modello maschilista o se invece ne faccia una critica, cercando di confutare l'intrinseco valore di una visione simile.
Il suo atteggiamento egocentrico è stato associato dallo psichiatra giapponese Kōji Mizobe al disturbo narcisistico di personalità. La scrittrice statunitense Susan J. Napier, notando come gli angeli siano «esplitcitamente associati» a Gendō nel corso della serie, ha interpretato i nemici come delle figure paterne. Lo stesso Hideaki Anno ha descritto Gendō come una metafora del «sistema» e dei limiti imposti dalla società; il regista ha intenzionalmente rappresentato il comandante Ikari e gli angeli come delle entità «amorfe», perché per lui la società e il concetto di nemico sono indefiniti. Lo scrittore Mark MacWilliams ha descritto la serie come «un ritratto della solitudine infantile di una società distrutta in cui il padre lavora sempre», confrontando tale rappresentazione con il contesto familiare giapponese e i bambini cresciuti negli anni novanta prima del collasso della bolla speculativa. Jonny Lobo di Anime News Network ha paragonato il conflitto fra Shinji e Gendō al mondo presentato dall'OVA Megazone 23, ove le figure genitoriali sono quasi del tutto assenti; secondo lui però in Megazone il protagonista Shogo Yahagi si ribella verso il governo, esecutore de facto del patriarcato, piuttosto che verso un singolo individuo come Gendō.
In una bozza del ventiquattresimo episodio della serie, scritta dallo sceneggiatore Akio Satsukawa e poi accantonata in fase di produzione, il personaggio di Kaworu Nagisa avrebbe paragonato il comandante Ikari a Paul, protagonista dell'opera Die tote Stadt di Erich Wolfgang Korngold. Paul nell'opera originale di Korngold si rinchiude nella propria casa dopo la perdita di sua moglie Marie, costruendo un "Tempio di ciò che è stato" con i suoi oggetti; l'uomo incontra una giovane simile alla defunta consorte, una ballerina chiamata Marietta, e se ne innamora. La base della Nerv dunque sarebbe stata paragonata a un "Tempio di ciò che è stato" del comandante Ikari. Nella versione director's cut della puntata, inoltre, la Seele sostiene che il Perfezionamento di Gendō sia in qualche modo assimilabile al mito del vaso di Pandora. In fondo all'omonimo vaso, come nell'antico mito greco, che il comandante Ikari apre in chiave metaforica provocando un'incontrollabile catastrofe e liberando tutti i mali del mondo, rimane la speranza.
Gendō è protagonista di alcuni dialoghi sulla religione e sul valore della scienza, tematica già presente in altre opere di Hideaki Anno. Nel dodicesimo episodio della serie, ad esempio, discute al polo sud con il vicecomandante Fuyutsuki sulle implicazioni filosofiche del Second Impact, sostenendo che «la scienza è la forza dell'uomo» e che l'Antartide, completamente sciolta e priva di vita, è «un mondo purificato dal peccato originale». Lo scrittore Gerald Alva Miller ha descritto il suo Perfezionamento come un tentativo di «ritorno alla beatitudine edenica».
Secondo il libro Neon Genesis Evangelion: The Unofficial Guide, scritto da Kazuhisa Fujie e Martin Foster, una diversa scrittura del vocabolo Gendō (言動?) è traducibile con l'espressione italiana "condotta", "parole e comportamento". Tale particolare, assieme al nome di suo figlio Shinji, foneticamente simile al vocabolo shinjin (しんじん o 神人? lett. "Dio e uomo"), epiteto giapponese di Gesù Cristo, e quello di Rei Ayanami, che in kanji può essere reso come "spirito", "anima" (零?, rei), potrebbe collegarsi alla trinità cristiana e al concetto filosofico di "Verbo", o "Parola", che nell'ottica di Evangelion pare diventare un attributo del Dio Padre. In tale ottica Rei rappresenterebbe lo Spirito Santo, Shinji il Dio Figlio e Gendō il Dio Padre, in riferimento ai primi versi del vangelo secondo Giovanni: «Nel principio era la Parola, la Parola era con Dio, e la Parola era Dio» (Giovanni 1:1). La studiosa Mariana Ortega ha paragonato Yui a una Madonna che allatta Shinji e che lo protegge da Gendō, da lei associato alla figura gnostica del demiurgo. Per la critica giapponese Kotani Mari invece Gendō sembra assumere i connotati dell'Essere Supremo dello gnosticismo, detto anche Monade. Egli è stato paragonato inoltre a Satana, antagonista di Devilman; a differenza della Seele, che segue un piano basato sulla fede nelle Pergamene del Mar Morto, Gendō vuole diventare lui stesso una divinità, come un angelo caduto che si ribella nei confronti di Dio.
Gendō nel corso della serie diventa oggetto di desiderio sessuale della dottoressa Naoko Akagi e, allo stesso tempo, di sua figlia Ritsuko, in una moderna rivisitazione del complesso di Elettra. Nella pellicola The End of Evangelion egli spara all'ex amante, Ritsuko Akagi, dicendole: «Dottoressa Akagi, in realtà..». L'ultima parte della battuta fu resa muta, lasciando alla sensibilità dello spettatore immaginare le parole mancanti; secondo l'interpretazione di alcuni appassionati Ikari direbbe «Ho bisogno di te» o «Ho avuto bisogno di te», in riferimento a I need you, titolo della seconda metà del lungometraggio. Ulteriore riferimento alla psicoanalisi è individuabile nel suo rapporto con Rei Ayanami: l'uomo è infatti vicino alla ragazza, clone della sua defunta moglie, e vive un rapporto teso con suo figlio. Evangelion è pertanto interpretabile come una rivisitazione della leggenda di Edipo e come una storia incentrata sul complesso di Edipo postulato da Sigmund Freud. Anno ha paragonato l'ideologia dietro Evangelion a quella del romanzo Ai to gensō no fascism di Ryū Murakami. Il protagonista del romanzo, Tōji Suzuhara, tenta di uccidere il primo ministro giapponese, che trova simile a suo padre, e secondo il regista egli viola anche la propria madre, che in Ai to gensō no fascism è lo stesso Giappone. Anche Evangelion si incentra sul complesso edipico, e la rivalità fra Gendō e suo figlio si risolve nell'ultimo episodio:
(Hideaki Anno)

## Accoglienza
Dopo la conclusione della serie Gendō si posizionò sedicesimo fra i personaggi maschili più popolari del momento nell'Anime Grand Prix del 1996, un grande sondaggio condotto annualmente dalla rivista giapponese Animage. L'anno successivo nello stesso sondaggio salì al quattordicesimo posto, diventando il quarto personaggio maschile più popolare di Neon Genesis Evangelion. Nel febbraio del 1998 la rivista lo piazzò al sessantacinquesimo posto fra i cento personaggi più popolari. Nel 2013 il sito web Biglobe chiese a circa quindicimila utenti quale personaggio maschile avrebbero voluto come fidanzato, occasione in cui il personaggio di Gendō emerse al 43º posto. Un risultato simile si ebbe nel 2015, anno in cui il sito Charapedia domandò quale fosse il personaggio barbuto più attraente dell'animazione giapponese, indagine in cui riuscì a conquistare l'ottava posizione. Anche Anime News Network pose un sondaggio analogo, in cui Gendō apparve all'undicesimo posto.
Anche il sito Goo Ranking ebbe modo di sottolineare la ricezione del personaggio in diversi sondaggi di popolarità. Nel 2016 Gendō riuscì a emergere al tredicesimo posto in un'indagine sui "personaggi maschili attempati più attraenti". Nel mese di ottobre dello stesso anno risultò il terzo padre più odiato dell'animazione giapponese dagli utenti dello stesso sito. In sondaggi seguenti invece riuscì a conquistare l'ottavo posto fra i "migliori personaggi istruiti o laureati", il ventitreesimo fra i più attraenti uomini sposati dell'animazione nipponica, trentesimo fra i migliori personaggi "dallo sguardo di ghiaccio" e tredicesimo fra i padri più attraenti dell'animazione giapponese. Nel mese di luglio 2019 il quotidiano giapponese Merumo invece ha pubblicato i risultati di un sondaggio rivolto esclusivamente al pubblico femminile in cui è emerso ottavo fra i personaggi maschili preferiti della serie. Nel 2020 NHK ha chiesto a un largo numero di appassionati di Eva quale fosse il loro personaggio preferito della serie, e Gendō ha guadagnato il decimo posto.

### Critica
«In Giappone, a essere onesti, non ho visto molti fan di Gendō Ikari. Molti appassionati dicono che è troppo severo con Shinji e che trasuda l'aria di un padre duro, tradizionale e chiuso. Gendō, in realtà, avrebbe dovuto essere un padre tenace, un padre che avrebbe dovuto avere un'influenza positiva su Shinji, così da farlo crescere più forte e sicuro di sé. Io penso che molti padri giapponesi si siano "infiacchiti" rispetto al passato. Perciò abbiamo deciso di rappresentare Gendō come un padre sicuro di sé.»

— Kazuya Tsurumaki, assistente alla regia della serie
Il personaggio di Gendō ha suscitato dei pareri negativi da parte dei critici e degli appassionati di animazione, i quali lo hanno descritto come egoista e spietato. La testata Wired lo ha nominato fra i «peggiori parenti delle serie tv», chiamandolo «il padre più mostruoso di sempre». Tim Jones del sito web T.H.E.M. Anime Reviews l'ha descritto come un uomo «raccapricciante», spaventoso, afflitto da un «complesso di Dio» e poco gradevole. Screen Rant e alcuni scrittori di Comic Book Resources lo hanno inserito fra i personaggi meno gradevoli della serie, criticandone i modi abusivi.
Zac Bertschy, recensore di Anime News Network, ha in più occasioni criticato l'atteggiamento manipolatorio ed egocentrico del personaggio, definendolo «un grande cretino» e difendendo di conseguenza suo figlio Shinji, a suo dire ingiustamente criticato dagli appassionati di essere «vigliacco» o «rammollito». Lo stesso Bertschy però ne ha elogiato il realismo della caratterizzazione, nominandolo fra gli antagonisti più memorabili della storia dell'animazione giapponese: «Gendō Ikari è il padre peggiore che si possa immaginare, e, di conseguenza, il più memorabile antagonista di sempre. Lo dice la scienza. Non le faccio io le regole». Jacob Buchalter di Comic Book Resources l'ha inserito al secondo posto fra i peggiori personaggi degli anime shōnen. Il suo collega Michael Iacono, di contro, l'ha nominato, «per la sua diabolica brillantezza, il suo atteggiamento radicale e il suo carattere profondamente imperfetto», fra i migliori antagonisti della storia degli anime.

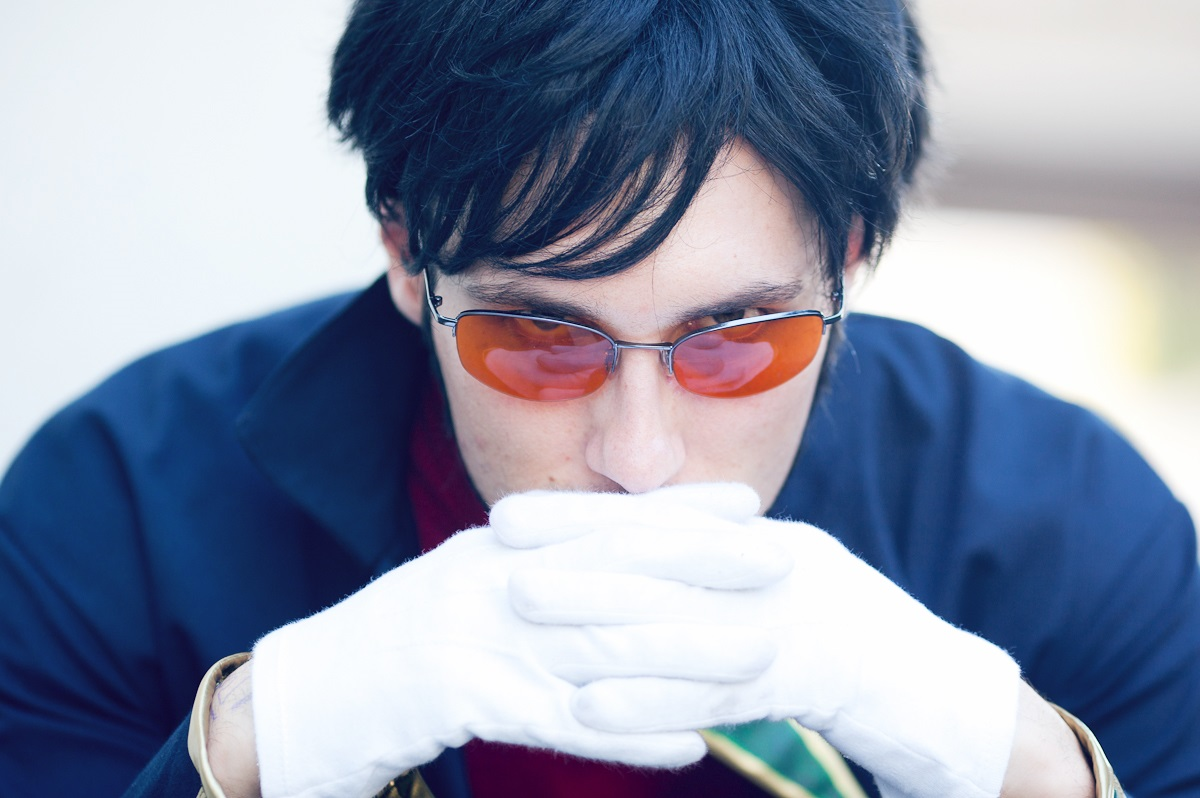
Cosplayer nei panni di Gendō

Lynzee Loveridge di Anime News Network ha definito il suo tradimento e le sue azioni nella pellicola The End of Evangelion «traumatizzanti», inserendole fra otto tradimenti che hanno sconvolto il pubblico di appassionati di animazione. Tasha Robinson di Sci Fi Weekly è rimasto parzialmente deluso dal finale della serie, a suo dire reo di non aver esplorato a pieno le motivazioni o le abilità di Gendō. Anche Kenneth Lee di Anime News Network ha espresso un parere simile. Lee ha notato come Shinji, disposto a morire durante la lotta contro l'Eva-04, abbia una determinazione simile a quella di suo padre Gendō, dicendo che «è alquanto eccitante e interessante vedere così tanti possibili parallelismi fra i personaggi», che però «rimangono inconcludenti», criticando la serie per aver lasciato «un mucchio di supposizioni a cui non verrà mai data una risposta». Richard Eisenbeis di Kotaku ha apprezzato gli sviluppi e gli approfondimenti sul passato di Gendō introdotti nella versione cartacea di Sadamoto, a sua detta più «chiari» e interessanti della serie originale. Fa eco Carlos Santos di Anime News Network, che ha invece elogiato i cambiamenti presenti nello spin-off The Shinji Ikari Raising Project. Il manga, secondo Santos, con i suoi momenti comici e i retroscena meno cupi e «contorti» della serie animata, riuscirebbe a offrire un'immagine di Gendō più serena e godibile, visto che viene ritratto «come un qualsiasi padre sfortunato che riesce a strappare al lettore qualche risata». 
Anche il suo ruolo nel Rebuild of Evangelion ha attirato critiche ed elogi da parte dei recensori. Justin Sevakis, sd esempio, ha elogiato la scena iniziale di Evangelion 2.0, in cui Gendō visita la tomba di Yui assieme a Shinji, dicendo: «Qui c'è un calore, una sensazione di affetto che non era così presente nella [serie] originale». Angelo Delos Trinos di Comic Book Resources, dal canto suo, ha criticato il suo ruolo nel Rebuild, ritenendo il personaggio eccessivamente potente. La rivista Anime Reign ha descritto negativamente il nuovo ruolo del personaggio, definendolo «poco sviluppato» e in ombra. Opinione diametralmente opposta è stata espressa da Nicoletta Christina Browne di Them Anime Reviews; Browne, in particolare, ha dichiarato di aver apprezzato molto il «dinamismo» della lotta fra il «genio egoista» di Gendō e i suoi ex sottoposti della Wille, trovandola «perfettamente in linea con lo spirito del franchise».
Diversi recensori hanno espresso parole di elogio per il suo ruolo nell'ultimo capitolo della saga, 3.0+1.0 Thrice Upon A Time, nel quale a fine lungometraggio vengono analizzate le motivazioni dell'uomo e la sua psicologia. Secondo il sito Fumettologica, per esempio, con la pellicola conclusiva Gendō assumerebbe «una profondità e una sensibilità psicologica inaspettate». Giuseppe Arace di Everyeye.it ha lodato la tempra morale del personaggio, che secondo lui conoscerebbe «un approfondimento illuminante», mentre per Andrea Peduzzi di IGN diventa «una delle figure più interessanti della tetralogia». Parere simile è stato dato da Animeclick.it, che ha elogiato la conclusione di Gendō dicendo: «Finalmente vediamo [Gendō] nella sua umanità, fuori dalla macchietta rigida di padre snaturato che il tempo e i meme gli hanno costruito addosso».

## Influenza culturale emerchandising
Il personaggio di Gendō è stato usato per produrre una vasta gamma di articoli di merchandising, come occhiali da sole e da vista, modellini collezionabili e prodotti culinari. Gendō, oltre che nei vari videogiochi e spin-off tratti dalla serie animata originale, è apparso in alcuni media non appartenenti al franchise di Evangelion, come nei videogiochi della saga Million Arthur, Monster Strike e Puzzle & Dragons. Il personaggio è stato usato anche per alcune campagne pubblicitarie della Japanese Racing Association e per delle pubblicità dell'azienda di rasoi Schick, collaborazione che riuscì ad attirare attenzione fra gli appassionati di animazione e fu rinnovata anche dopo anni dal primo video pubblicitario. Nel 2011 invece ha ispirato  una attrazione allestita nel parco di divertimenti giapponese Fuji-Q Highland. Nel 2015 è stato usato assieme ad altri personaggi della serie per delle funzionalità del 500 Type Eva, un treno ad alta velocità dedicato a Evangelion. Diversi personaggi noti lo hanno omaggiato facendone un cosplay, come Minoru Takashita, presidente della società AnimeJapan, Takashi Kawamura, sindaco di Nagoya e l'economista Takkaki Mitsuhashi, che nel 2010 fondò un Partito Cosplay per le elezioni della Camera dei consiglieri del Giappone. Il personaggio di Gendō ha inoltre ispirato la posa di un personaggio che compare nel video iniziale del gioco Evil Factory sviluppato dalla Neople.
Secondo Ricardo Contreras di Vice la sua immagine e il suo volto austero hanno raggiunto una tale notorietà da raggiungere anche il pubblico di non appassionati di animazione, divenendo «uno dei personaggi animati più facilmente riconoscibili della rete». Sul web viene spesso associato all'ironica frase «Get in the fucking robot, Shinji» (lett. "Sali sul cazzo di robot, Shinji"), anch'essa virale. La frase è diventata un meme di internet ed è stata usata per degli articoli di merchandise dedicati alla serie. Nel corso degli anni la sua caratteristica posa con mani congiunte all'altezza del viso, ribattezzata dagli stessi appassionati Gendō pose, ha acquisito popolarità, venendo citata, omaggiata e parodiata in delle serie animate seguenti, come da Taizo Haisegawa di Gintama, anch'esso doppiato da Fumihiko Tachiki, Voltron: Legendary Defender, dal personaggio di Stella di Rose Guns Days, da Nifuji Hirotaka di Wotakoi - L'amore è complicato per gli otaku e da Hayato in un episodio di Shinkansen henkei robo Shinkalion. Bleeding Cool ha interpretato una frase pronunciata da Kid Omega nel fumetto X-Men come un riferimento al meme «Get in the robot». Adam Beach di Screen Rant invece ha notato come l'ufficio di Ragyō Kiryūin di Kill la Kill sia simile a quello di Gendō. Secondo Outcast.it, inoltre, dei suoi tratti caratteriali possono essere ritrovati in Holland Novak di Eureka Seven.